# Рибалда (топ)
Рибалда (фр. Ribauldequin, енгл. Organ gun, чеш. tarasnice), рибодекен или орган, лако артиљеријско ватрено оружје настало у позном средњем веку. Била су то вишецевна оруђа малог калибра на двоколици или колима, намењена, претежно, за одбијање јуриша оклопних коњаника. Први су их успешно користили чешки устаници (Хусити) током хуситских ратова (1420-1434).

## Карактеристике
Топови су били коришћени у Европи већ од 1324. Познато је да их је енглески краљ Едвард III (1327-1377) користио у опсади Калеа (1346-1347), а можда и у бици код Кресија (1346). Међутим, пошто су ране бомбарде биле веома тешке и нису имале покретна постоља, нису биле од велике користи на отвореном пољу. Мање ватрено оружје, које се обично називало рибалде, постављано је на точкове, обично две или три цеви на једну запрегу, или више њих на једна кола. Иако им је намена била да убијају и рањавају војнике, требало је толико дуго да се оне напуне и испале да нису биле од нарочите користи у бици. Бука коју су топови стварали плашила је непријатељске коње, али нема података да су они у 14. веку били нарочито корисни у биткама. Број рибалди повећао се у 15. веку, али оне, углавном, нису биле нарочито корисне. Најчешће се из њих пуцало са зидина тврђава на снаге које су их опседале. У својим биткама са хуситским јеретицима, цар Сигисмунд (1419-1437) суочио се са њиховом тактиком груписања кола на која су стављене рибалде. Царска коњица никако није могла да се пробије у круг сачињен од кола и трпела је велике губитке од рибалди. Помиње се употреба некакве веома мале рибалде коју је носио један војник и која је била претеча мускете из 16. века. Међутим, мало је вероватно да се она могла мерити по убојитости са самострелом или са дугим луком, основним пројектилним оружјима тога доба. Ове рибалде имале су врло малу брзину гађања и биле су изузетно непрецизне.